# Mungia

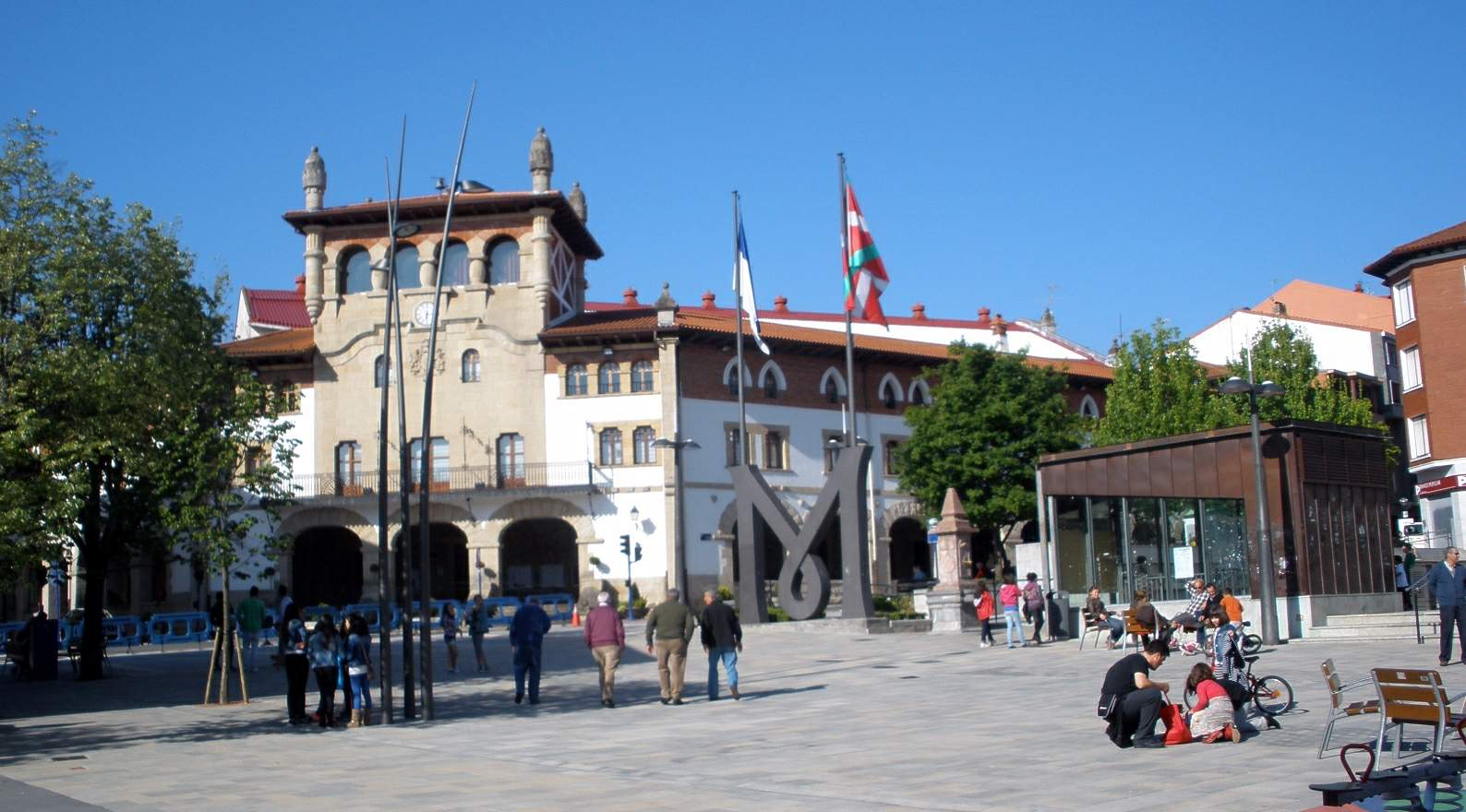
Centre-ville de Mungia

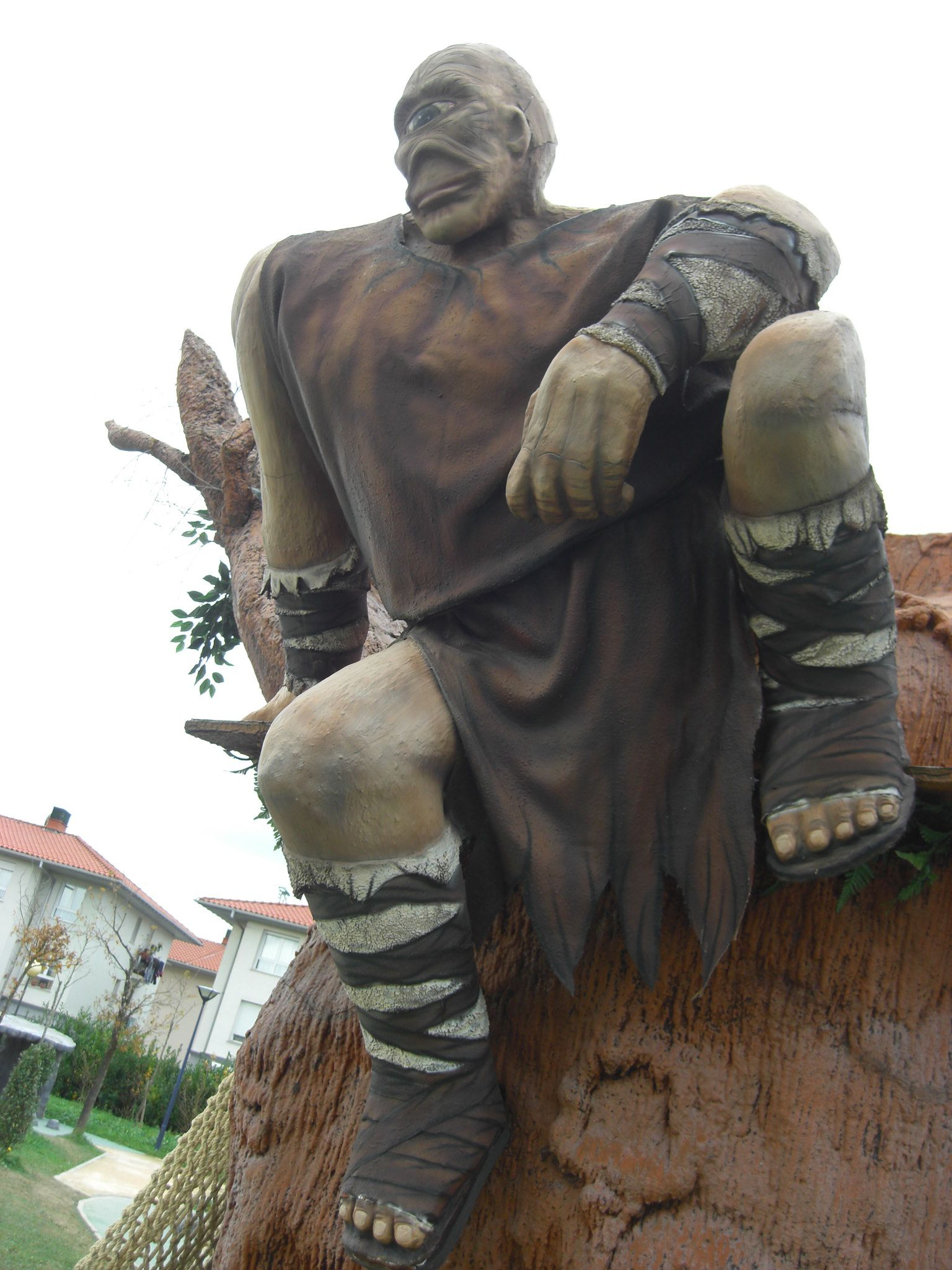
Tartaro, au parc d'attraction Izenaduba basoa à Mungia.

Mungia en basque ou Munguía en espagnol est une commune de Biscaye dans la communauté autonome du Pays basque en Espagne.
Le nom officiel de la ville est Mungia.

## Géographie

### Quartiers
Les quartiers de Mungia sont Andeko, Atela, Atxuri, Basozabal, Belako, Berreaga, Billela, Elgezabal, Emerando, Iturribaltzaga, Larrauri, Laukariz, Llona, Markaida, Marutxaga, Maurola, Trobika et Zabalondo.

## Histoire
Bien qu'il y ait des traces qui démontrent que la zone qu'occupe aujourd'hui Mungia a été habitée depuis des temps préhistoriques (il existe un Colline fortifiée à Berreaga et on a trouvé des stèles, de diverses chronologies, dans les villages voisins), la première référence documentée que nous trouvons date de l'année 1051, quand un abbé de Munguía (Mome Munchiensis abba) confirmait une donation des Seigneurs de Biscaye au Monastère de San Millán de la Cogolla.
On suppose qu'au départ, Munguía (nom qui paraît provenir de Mune-Ganean, en référence à sa situation en bordure de la rivière Butrón), ne serait rien de plus qu'un petit village à la population dispersée, avec l'église comme noyau central, mais peu à peu a acquis une importance relative, due à sa condition de centre administratif ecclésiastique, comme son emplacement sur un point de passage entre l'intérieur de la seigneurie et la côte, principalement Bermeo, qui commençait à devenir un port d'exportation.
Dans ces conditions, d'importantes familles nobiliaires se sont installées dans les alentours de la population et ont édifié leurs maisons-tours, affirmant leur pouvoir économique dans l'exploitation de la terre.
Mais à la suite de la grande crise agricole de la fin du XIIIe siècle, ces lignées se sont vues touchées économiquement et leurs profits réduits. Dans cette situation, elles ont essayé d'améliorer leurs sources de richesse, en employant souvent la ressource la plus facile, la violence : avec le prétexte « de valoir plus », ils se sont combattus entre eux et ont décimé et dépouillé les paysans, en les impliquant dans les luttes de Bandes.
Dans la zone de Mungia on retrouve des représentants des deux côtés, la famille Billela étant du côté Gamboin, tandis que les Butrón étaient du côté Oinaz ou Oñaz. La proximité géographique de leurs deux maisons-tours a fait que les luttes étaient nombreuses. La ville de Mungia est née de cette situation, puisque certains habitants de la zone, au vu les attaques commises par les nobles, ont alors sollicité le seigneur de Biscaye, l'Infant Don Juan, pour obtenir le titre de Ville, et ainsi pouvoir être protégés par une muraille et se défendre des attaques qui détruisaient leur sol.
De cette manière, le 1er août 1376 naît la ville de Mungia (régie par la juridiction de Logroño) dans le centre de l'elizate (un village ou district municipal spécifique des provinces basques) du même nom.
Toutes les deux appartenaient à la merindad d'Uribe et avaient chacune leur mairie autonome, ainsi que différents sièges dans les Juntas de Guernica, le n.º 69 pour l'elizate et le 15 pour la Ville.
Mais le passage au statut de Ville n'a pas évité les luttes dans la zone. Ainsi, des épisodes de conditions diverses, dérivés de la guerre des bandes se succèdent, parmi elles et une des plus importantes des petites escarmouches, il convient souligner la bataille de Berteiz connue comme bataille de Mungia. Elle s'est produite le 27 avril 1479, dans laquelle les côtés Oñaciens et Ganboins, jusqu'à présent ennemis, se sont ralliés pour combattre le comte de Haro. Mais en laissant de côté ces épisodes, la vie agricole à Mungia devait s'avérer assez calme, avec un dévouement économique principalement, avec plusieurs moulins situés dans le bord des multiples ruisseaux qui traversent la zone, outre les petits ateliers d'artisanat installés en ville.
Le devenir quotidien était interrompu à de rares occasions, comme dans l'incendie de 1602, ou dans le plus important, celui de 1778, quand le 9 novembre, ont brûlé 14 des principaux bâtiments de la ville. Depuis ce moment, et en prévention de futurs accidents, les produits inflammables comme la paille, le bois ou le charbon, ont été stockés dans un lieu proche de la ville, connue sous le nom d'Atzekaldeta, par sa situation dans la partie arrière de la ville. Le temps avançait calmement tant pour la ville de Mungia que pour l'elizate du même nom. Elles étaient des entités indépendantes, bien qu'elles joignaient leurs efforts pour obtenir certains services ou améliorations. De cette manière, l'école était commune et les deux mairies ont partagé des frais pour canaliser l'eau depuis la montagne Gondramendi jusqu'à la ville. Peu à peu, de plus en plus de choses s'effectuaient en commun et résultants de cette coopération, de plus grands problèmes se sont posés, conduisant à l'idée de l'union des deux entités.
Et cela se produisit le 6 octobre 1900, par une cérémonie, Villa et elizate ont fusionné. La source qui aujourd'hui se trouve à Beko Kale, face à Arnaga, symbolise cette union sous la devise "Biak bat eta Biena" (Deux en un et des deux). La vie des habitants de Mungia s'est déroulé sans grands changements et est restée basée sur une activité principalement rurale et agricole, mais avec un développement croissant d'activités artisanales et de commerce, jusqu'en 1936. Pendant la guerre, Mungia a été un des villages punis durement par les bombardements des troupes des fascistes. Dans leur retrait de Mungia, des groupes d'anarchistes incontrôlés ont brûlé plusieurs bâtiments de la ville.
La guerre a freiné la croissance de la population, mais au début des années 1960, le processus d'industrialisation de la zone a attiré à beaucoup de main d'œuvre. Cette main d'œuvre nécessaire est arrivée tant du reste de l'état, que des villes voisines et, durant quelques années, on a créé quantité de nouvelles constructions et de rues complètes, étendant notamment le quartier urbain.
À Mungia était établie l'usine Munguía Industrial S.A, fabricant sous licence la Minivoiture allemande Goggomobil.
La récession de la fin des années 1970 a apporté une période (assez courte) de croissance végétative négative à Mungia, ce qui s'est répercuté sur sa population, qui durant les dernières années éprouve une forte augmentation démographique.
Pendant les longues années de dictature franquiste, le mouvement de résistance s'est basé sur des associations des citoyens. Divers groupes de citoyens ont cherché de l'aide dans des institutions comme l'église qui ont servi de parapluies et aide à des groupes de type culturel, sportif et éducatif qui cherchaient la conservation et la récupération de la culture basque et l'expérience dans une culture démocratique et participante. Durant les dernières années le mouvement contre la centrale nucléaire de Lemoniz a été significatif, située dans une enclave de la mairie de Mungia à Basordas.
En 1977 on a choisi la première mairie démocratique après la dictature.

## Démographie
- Mungia compte 15 104 habitants, avec une densité de population de 289,79 hab./km2. I.N.S. 2006.

Quant à la langue, nous nous trouvons dans une comarque avec un haut niveau de bascophones, 26 % des personnes est hispanophone, 16 % de bilingues passifs, tandis que 58 % sont bascophones, dont 67 % sont alphabétisés.

## Fêtes
Tous les ans se déroule le Sukalki eguna, un concours gastronomique sur le meilleur sukalki.

### Sources
- (es) Cet article est partiellement ou en totalité issu de l’article de Wikipédia en espagnol intitulé « Munguía » (voir la liste des auteurs).